# Ulmener Burgen

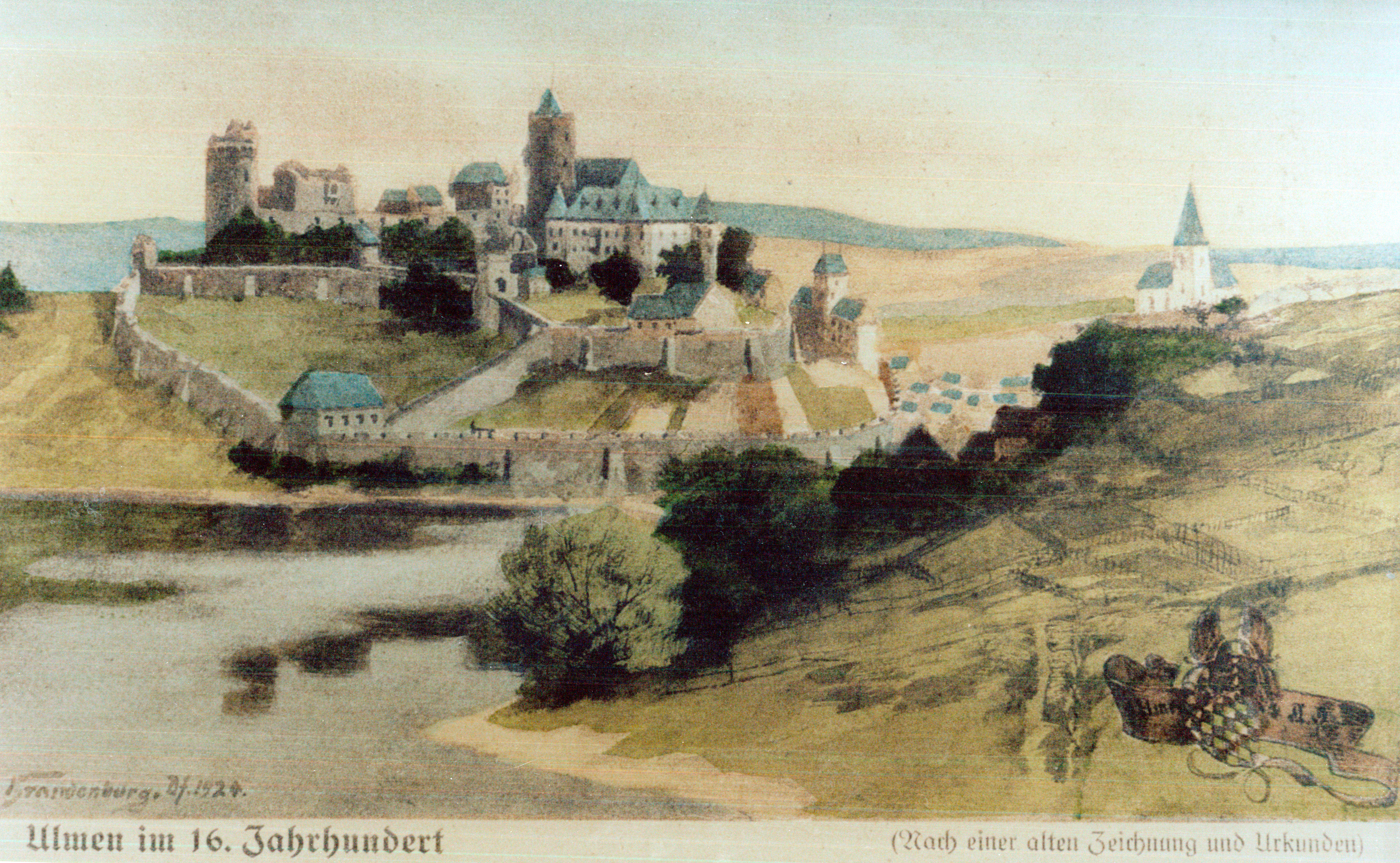
Ulmener Burgen, Zeichnung von 1924

Die Ulmener Burgen sind die in Ulmen in der Eifel befindlichen Ruinen einer einst aus Ober- und Niederburg bestehenden Burganlage.
Die Oberburg wurde an einem Hang oberhalb des Ulmener Maares errichtet, während die Niederburg (auch Unterburg genannt) zwar benachbart aber unterhalb davon lag.

## Geschichte

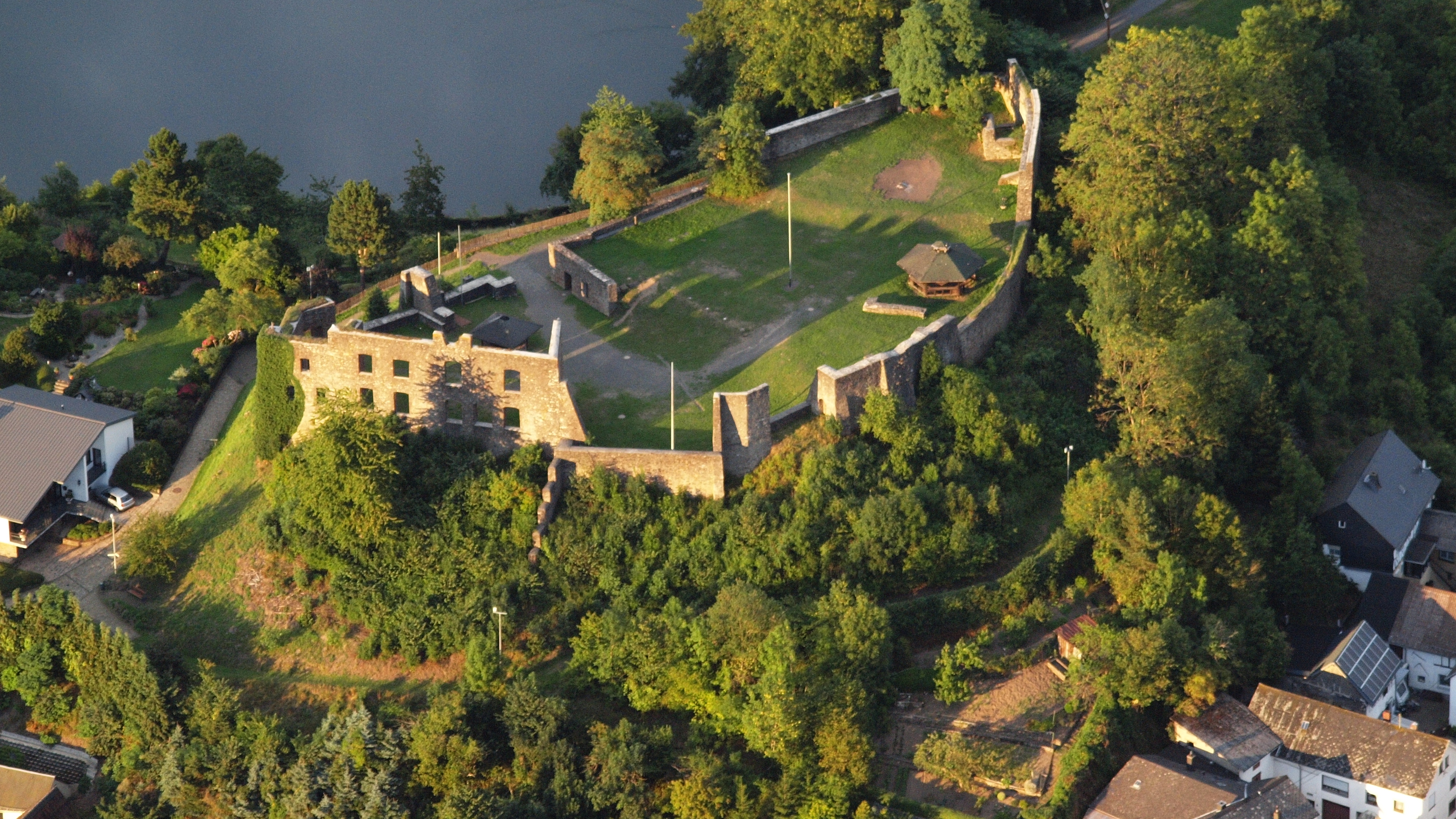
Ulmener Burgen, Luftaufnahme (2015)

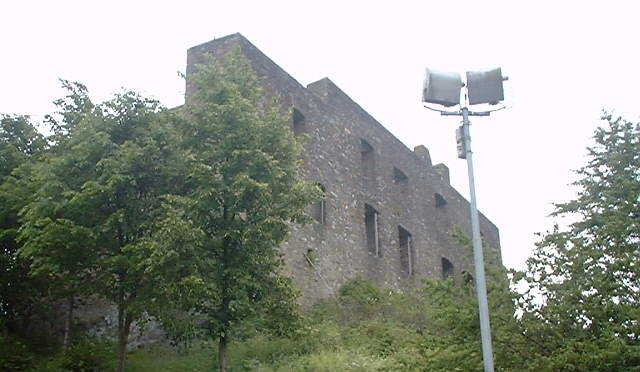
Front der Burgruine bei Ulmen

Der genaue Zeitpunkt der Errichtung ist nicht überliefert, jedoch wird angenommen, dass die Oberburg um das Jahr 1000 errichtet wurde. Ihre erste urkundliche Erwähnung fand sie 1074. Zum Ende des 12. und zu Beginn des 13. Jahrhunderts beheimatete sie den Ritter Heinrich von Ulmen, von dem die Teilnahme am Vierten Kreuzzug überliefert ist. Er brachte von dieser Unternehmung kostbare Schätze mit nach Hause, unter anderem die berühmte Limburger Staurothek, die heute noch im Limburger Dom besichtigt werden kann. 1292 wurde dann die Burganlage um eine hangabwärts direkt benachbart gelegene Niederburg erweitert. Die Burganlage wurde auch einst mit der Stadtmauer verbunden, um mit dieser ein aufeinander abgestimmtes Verteidigungssystem zu bilden, jedoch ist der Zeitpunkt, zu dem dies geschah, nicht zu ermitteln.
Die Folgezeit war geprägt von einem hier ansässigen Raubrittertum, das seine Blütezeit im 14. Jahrhundert erlebte. 1490 wurde Ulmen schließlich Kurtrierisches Amt. Um 1508 entstand die Legende um Ritter Phillip Haust von Ulmen, der durch seine treue Burgfrau aus der Gefangenschaft im Heiligen Land befreit worden sein soll.
In der Zeit von 1679 bis 1689 wurde die Burg mehrfach von Brand und Truppen des Sonnenkönigs Ludwig XIV. schwer beschädigt und schließlich von den französischen Truppen zerstört. Im Jahr 1789 fand eine Instandsetzung der Oberburg statt, um im 19. Jahrhundert wieder dem Verfall anheimgegeben zu werden. Ab 1794 stand Ulmen unter französischer Herrschaft. Die von Napoleon konfiszierte Burg ging 1815 in preußisches Eigentum über und wurde 1822 von einem Cochemer Bürger zur Nutzung als Steinbruch ersteigert. Als Ulmen 1831 beinahe komplett abbrannte, wurden die Häuser mit Steinen der Burg wiederaufgebaut. 1852 wurde die Gemeinde Ulmen Besitzerin, und die Bürger nutzten die Ruine auch als Schafmarkt.

## Heutzutage

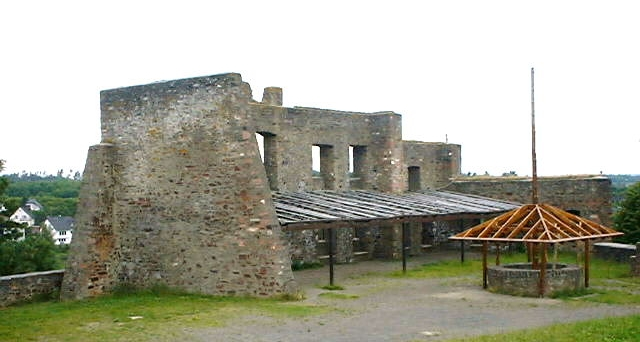
Innenansicht der Burgruine bei Ulmen

Die Ruine der Oberburg befindet sich im Besitz der Gemeinde Ulmen und wurde 1913 unter Denkmalschutz gestellt. 1967/68 wurde dann die Oberburg in ihrem heutigen Zustand wieder hergerichtet. Von der einstmals stolzen Burg eines Kreuzfahrers sind lediglich noch die Ringmauer, Reste des kurtrierischen Amtshauses, eine Außenwand des Palas, eine Zisterne und ein paar Grundmauern weiterer Gebäude erhalten. Die Überreste der Niederburg sind fast gänzlich verschwunden. Die Oberburg ist frei zugänglich, und es finden auf ihrem Gelände regelmäßig Veranstaltungen statt, unter anderem jährlich an jedem letzten Juni-Wochenende ein Mittelaltermarkt.